# 丹麥的威廉明妮·卡羅琳
丹麥的威廉明妮·卡羅琳（丹麥語：Vilhelmine Caroline af Danmark，1747年7月10日—1820年1月14日），黑森選侯夫人，丹麥國王弗雷德里克五世的次女。

## 生平
1764年，威廉明妮·卡羅琳與黑森-卡塞爾伯爵腓特烈二世的兒子威廉王子（即日後的黑森選侯威廉一世）結婚，兩人共有2子2女：
- 瑪麗·弗里德里克（1768年—1839年），安哈特-貝恩堡公爵夫人
- 卡羅琳·阿瑪莉埃（1771年—1848年），薩克森-哥達-阿爾滕堡公爵夫人
- 腓特烈（1772年—1784年），早逝
- 威廉二世（1777年—1847年），黑森選侯